# Il Balilla
Il Balilla (prima Giornale dei Balilla) è stato un settimanale illustrato italiano per ragazzi pubblicato dal 1923 al 1943 per oltre mille numeri.

## Storia editoriale
La testata esordì come Giornale dei Balilla il 18 febbraio 1923 come periodico ufficiale dei gruppi Balilla; il direttore responsabile Defendente De Amici e con la collaborazione di Filiberto Scarpelli e Filiberto Mateldi per la Casa Editrice Imperia di Milano. Nel giugno 1925 divenne supplemento del quotidiano Il Popolo d'Italia, organo del Partito nazionale fascista. 
Il 5 giugno 1931 la rivista divenne organo dell'Opera Nazionale Balilla. Continuò le pubblicazioni fino al 27 giugno 1943. Nella sua ventennale storia Il Balilla modificò più di una volta l'impostazione grafica e i contenuti ed ebbe la collaborazione di eminenti illustratori fra i quali: Filiberto Scarpelli, Filiberto Mateldi, Antonio Rubino, Attilio Mussino, Edina Altara, Piero Bernardini, Enrico Novelli alias Yambo, Guido Moroni Celsi e Giovanni Manca; alcuni illustrarono anche Il Corriere dei Piccoli, Il Giornalino e La scala d'oro.
Nei giorni di guerra le filastrocche furono disegnate da De Seta con caricature del presidente statunitense Franklin Delano Roosevelt (chiamato "Rusveltaccio"), del re d'Inghilterra Giorgio VI ("Giorgetto") e del suo ministro Winston Churchill ("Ciurcillone"). In parallelo fu pubblicato, La Piccola Italiana, un giornale destinato alle bambine.